# Vèze
Vèze é uma comuna francesa na região administrativa de Auvérnia-Ródano-Alpes, no departamento de Cantal. Estende-se por uma área de 27,8 km². Em 2010 a comuna tinha 59 habitantes (densidade: 2,1 hab./km²).